# Нойрупин
Нойрупин (на немски: Neuruppin) е град в Германия, административен център на окръг Източен Пригниц-Рупин, провинция Бранденбург. Към 31 декември 2011 година населението на града е 30 785 души.

## География
Градът е разположен по брега на езерото Рупинер Зее.

## История
Нойрупин често е определян като най-пруския от всички градове в Прусия. В миналото той е важен гарнизонен град и с него са свързани видни линости от пруската история - писателят Теодор Фонтане, генерал Херман Хот, архитектът Карл Фридрих Шинкел. Крал Фридрих Велики живее в града, докато е престолонаследник.
Първоначалното селище Рупин, основано около 1150 г. се намира на малкия остров Погенвердер в средата на езерото. Век по-късно островът става твърде малък за нарастващото население и на брега на езерото е основан Нойрупин („Нов Рупин“). През 1246 г. първите заселници строят църква, съществуваща и днес.
През 1688 г. Нойрупин става гарнизонен град на пруската армия. След голям пожар през 1787 г. градът е преустроен в запазения и днес класически стил. Нойрупин остава гарнизонен град до 1993 г., когато оттам се изтеглят съветските войски. Дотогава съветските войници съставляват около половината от населението на града.